# Roeboexodon guyanensis
Roeboexodon guyanensis es una especie de peces de la familia Characidae en el orden de los Characiformes.

## Morfología
Los machos pueden llegar alcanzar los 12 cm de longitud total.

## Hábitat
Vive en zonas de clima tropical entre 23 °C - 26 °C de temperatura.

## Distribución geográfica
Se encuentran en Sudamérica: ríos de las Guayanas y  cuencas de los ríos  Amazonas y  Tocantins.